# Labastida
Labastida trong tiếng Tây Ban Nha hay Bastida trong tiếng Basque là một thị trấn và đô thị của Rioja Alavesa, tỉnh Álava, xứ Basque, miền bắc Tây Ban Nha. Nó nằm giữa sông Ebro và dãy núi Sierra de Toloño, cách thành phố Haro 4 km về phía đông và cách thủ đô Vitoria-Gasteiz của xứ Basque 30 km về phía nam.
42°35′B 2°47′T / 42,583°B 2,783°T